# 景宁畲族自治县
景宁畲族自治县是中國浙江省丽水市下辖的一个自治县。东接青田县、文成县，南连泰顺县和福建省寿宁县、西邻庆元县、龙泉市，北连云和县，东北毗莲都区。有着“中国畲乡”、“养生福地”的美称。是华东地区唯一的民族自治地方，也是中國唯一的畲族自治地方。縣政府駐鹤溪街道前西路19号。区域总面积为1,938.84平方公里。

## 行政区划
景宁畲族自治县下辖2个街道办事处、4个镇、15个乡：
鹤溪街道、红星街道、渤海镇、东坑镇、英川镇、沙湾镇、大均乡、澄照乡、梅岐乡、郑坑乡、九龙乡、大漈乡、景南乡、雁溪乡、鸬鹚乡、梧桐乡、标溪乡、毛垟乡、秋炉乡、大地乡和家地乡。

## 人口
根據第七次全国人口普查數據，截至2020年11月1日零時，景寧畲族自治縣常住人口為111011人。

## 交通
- 235国道过境。
- 溧宁高速过境。

## 历史沿革
明景泰三年（1452年），镇守浙江的兵部左侍郎孙原贞以“山谷险远，矿徒啸聚”为由，奏请析青田县鸣鹤乡、柔远乡的仙上里等地建立景宁县，属处州府。
1949年5月21日建立景宁县人民政府，属丽水专区。1952年丽水专区撤销，改属温州专区。
1960年并入丽水县。
1962 年划丽水县原云和县、景宁县辖地置云和县，仍属温州专区。1963年5月丽水地区复设，辖云和县（含景宁）。
1984年6月30日经国务院批准以原景宁县地域建立景宁畲族自治县。

## 特产
景宁泡笋：中国地理标志产品。